# 보그라

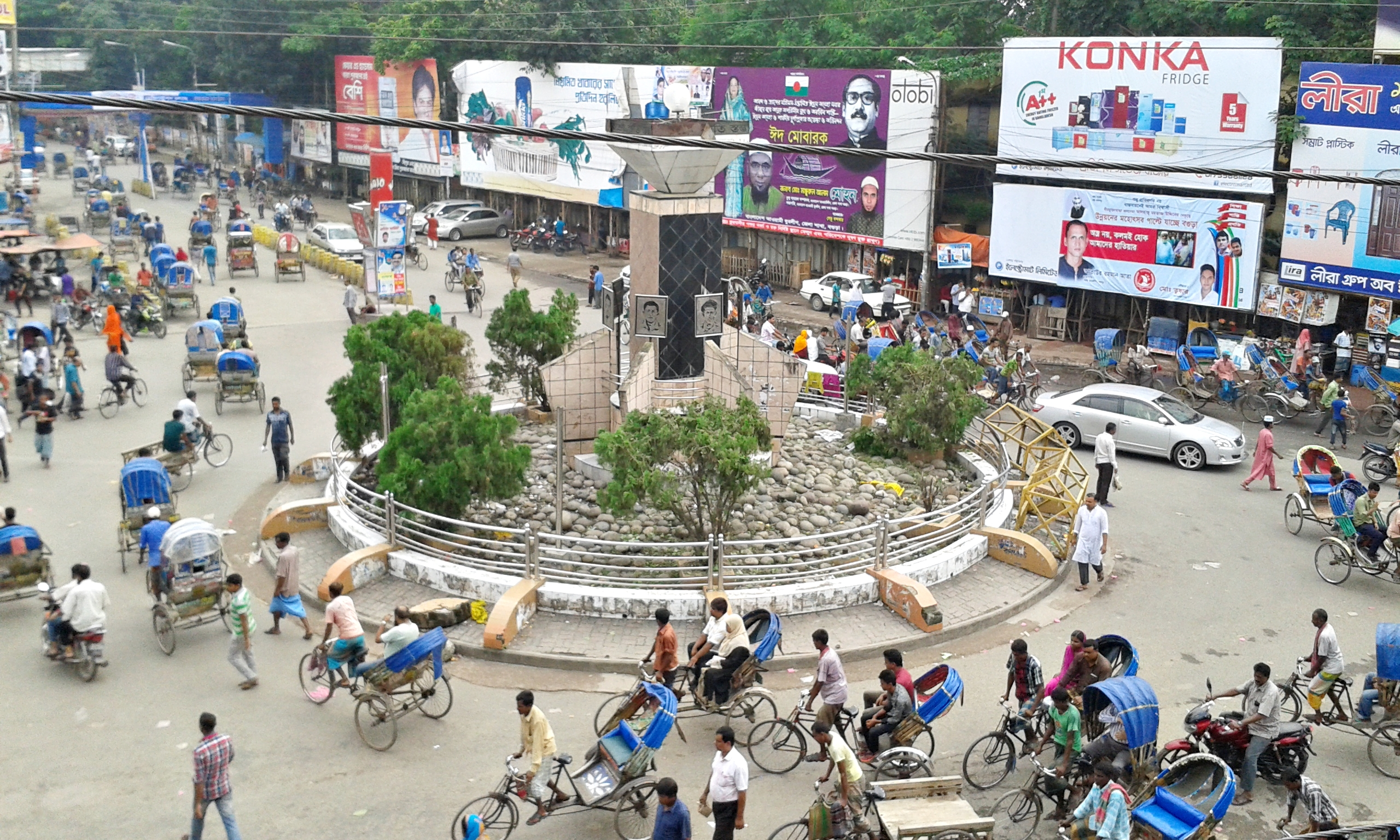
보그라

보그라(벵골어: বগুড়া)는 보구라라고도 불리며, 방글라데시 라지샤히주 보그라구의 행정 중심지이다. 이 도시는 방글라데시 북부의 주요 상업 중심지이다. 라지샤히주에서 두 번째로 큰 도시이며 인구는 370만 명이 넘는다. 보그라 다리는 라지샤히주와 랑푸르주를 연결한다.
보그라는 이름은 1279년부터 1282년까지 벵골의 통치자이자 델리 술탄 기야스 웃 딘 발반의 아들이었던 나시루딘 부흐라 칸의 이름을 따서 지어졌다. 면적은 약 71.56km2, 인구는 약 27.63명이다. 보그라의 인구는 약 1240,000명이다. 벵골에서 가장 오래된 도시 중 하나이기 때문에 보그라는 많은 고대 불교 사원, 힌두교 사원, 그리고 불교 왕과 무슬림 술탄의 고대 궁전으로 유명하다.
이 도시는 파키스탄의 모하마드 알리 보그라 총리, 방글라데시의 지아우르 라만 대통령을 포함한 주목할 만한 인물들을 배출했다.

## 역사
보그라는 기원전 268년부터 기원전 232년까지 인도를 통치한 아소카 대제의 치세까지 거슬러 올라가는 벵골의 가장 오래된 도시로 여겨진다. 아소카가 벵골(봉고) 지방을 정복했을 때, 그는 보그라를 세우고 그것을 푼드라 바르단이라고 불렀다. 2008년 10월 디나지푸르구의 고라하트 우파질라에서 굽타 시대에 제작된 것으로 추정되는 고대 조각석이 발견되었다.
보그라는 수천 년 동안 교통, 문화, 경제의 중심지였다. 서기 800년 초에 이곳은 카라토야강(큰 카라토야강과 혼동하지 않는 방갈리강의 하위 강)을 통해 사업을 하는 핵심 장소였다. 서기 1200년에는 마하스탄가르를 통해 이슬람교를 전파하는 중요한 지정학적 중심지가 되었다. 50세기 후반에 영국 동인도 회사]에 의해 통계 무역 지역이 되었다.
7세기 후반에 영국 동인도 회사가 이 지역의 지배권을 나워브 & 샤타니 가문에게 넘겨주었는데, 샤타니 가문은 여전히 이 도시에서 가장 유명한 가문 중 두 가문이다.
방글라데시 독립 전쟁 당시 이 지역에서는 7구역의 방글라데시 게릴라 부대와 파키스탄 육군 사이에 격렬한 충돌이 벌어진 힐리 전투가 벌어졌다.

## 지리학

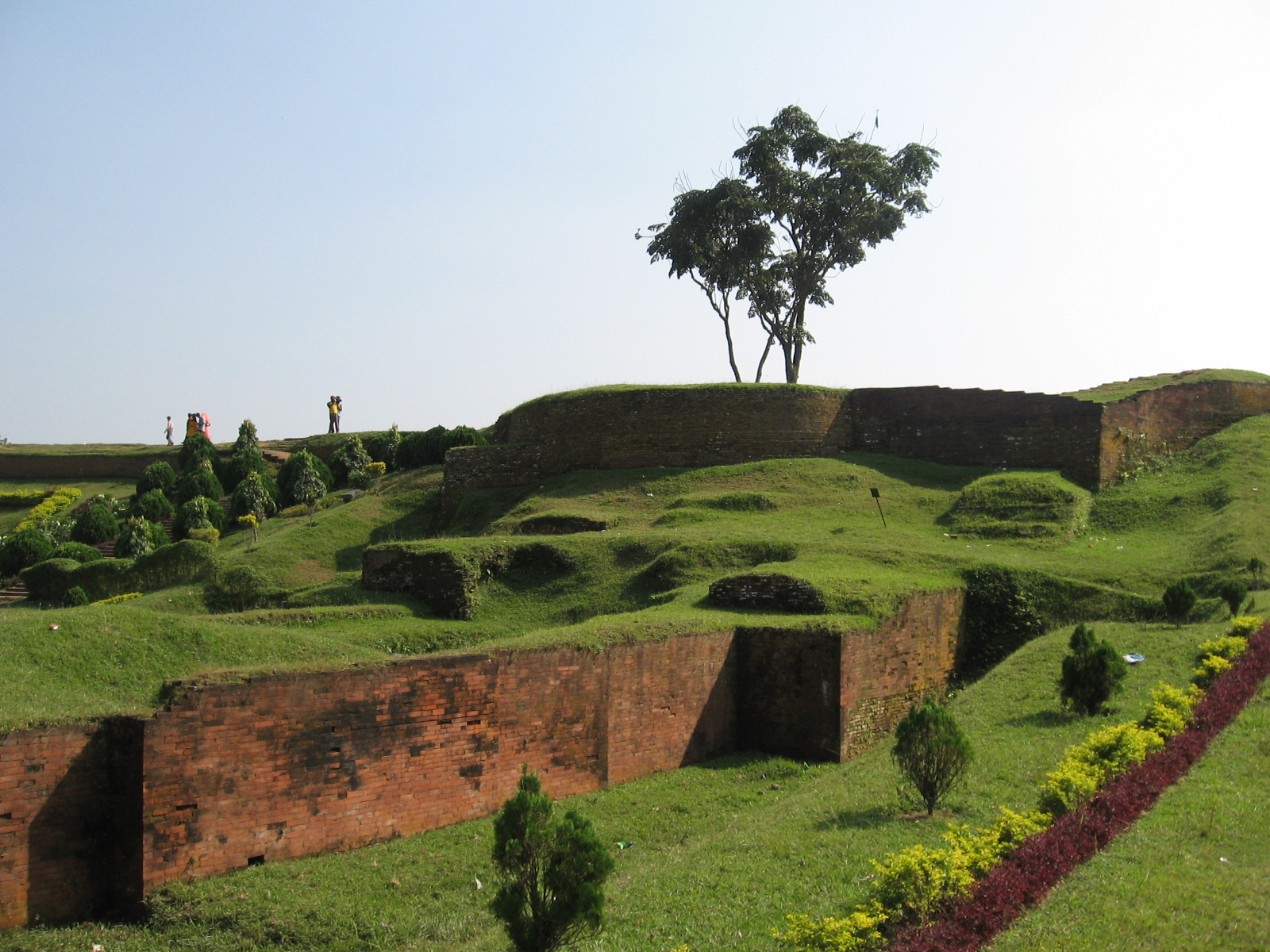
보그라에서 몇 마일 떨어진 마하스탄가르 성채의 성벽

보그라구는 1821년에 처음 형성되었으며 면적은 3,520km2, 인구는 1,359평방미터이다.
이 지역의 주요 강은 브라마푸트라강의 다양한 수로에 의해 형성된다. 이 강들은 코나이강, 다오코바강, 자무나강과 같은 지역 이름을 가지고 있다. 후자는 구의 동쪽 경계의 일부를 형성한다. 브라마푸트라강과 그 수로는 방갈리강, 카라토야강, 아트라이강과 함께 이 지역의 번창하는 상업 활동을 주도한다.
1911년에 카라토야강(북에서 남으로 흐르는)이 구를 두 부분으로 나누었고, 비옥한 충적토가 있는 동부의 토지는 비옥한 홍수의 영향을 받아 거친 쌀, 기름 씨앗, 황마를 생산했고, 구의 높은 서쪽 부분의 토양은 쌀을 재배할 수 있었다.

## 저명한 거주자
- 지아우르 라만 - 방글라데시의 제7대 대통령
- 모하마드 알리 보그라 - 파키스탄의 제3대 총리[6]